# Kreis Mureș (Großrumänien)

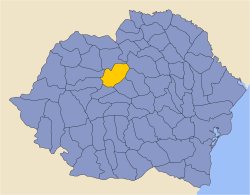
Kreis Mureș im Königreich Rumänien (1919–1949)

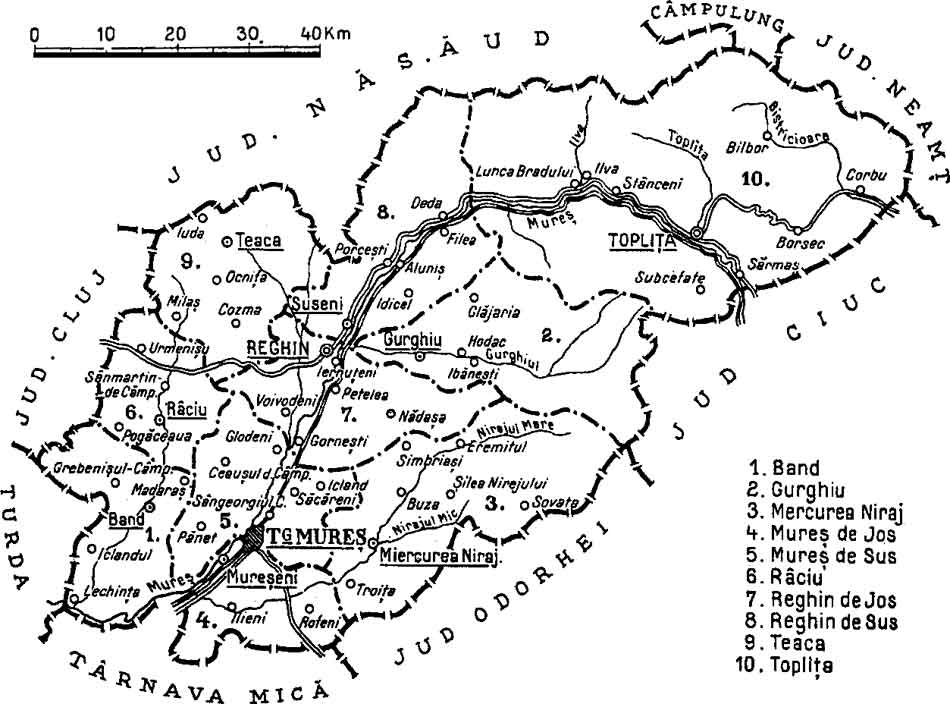
Die 10 Bezirke im Kreis Mureș (1938)

Wappen des Kreises Mureș in der Zwischenkriegszeit

Der Kreis Mureș (rumänisch Județul Mureș) war als Nachfolger des Komitats Maros-Torda (ungarisch Maros-Torda vármegye) eine historische Verwaltungseinheit in Siebenbürgen Teil des Königreichs Rumänien. Sitz der Verwaltung und des Tribunals war die Stadt Târgu Mureș (Neumarkt am Mieresch).
Der Kreis Mureș bestand von 1920 bis 1950, als im Zuge der sowjetischen Organisation Rumäniens die damaligen Județe abgeschafft wurden. 1930 wurden im damaligen Kreis Mureș nach unterschiedlichen Angaben, 289.917 oder 289.546 Menschen registriert.

## Geographische Lage
Im Mureș-Tal im Siebenbürgischen Becken, südlich der Siebenbürgischen Heide (Câmpia Transilvaniei) nördlich des Kokel-Hochlands (Podișul Târnavelor) erstreckte sich der Distrikt auf 4203 oder 4856 Quadratkilometer.
Der Kreis Mureș hatte zwei Städte, Târgu Mureș  und Reghin (Sächsisch-Regen) und 246 Dörfer und wurde von ursprünglich sieben in zehn Bezirke unterteilt. Diese Bezirke waren: Band mit 19 Dörfer, Gurghiu mit 10 Dörfer, Miercurea Nirajului mit 48 Dörfer, Mureș de Jos mit 31 Dörfer, Mureș de Sus mit 35 Dörfer, Râciu mit 16 Dörfer, Reghin de Jos mit 32 Dörfer, Reghin de Sus mit 22 Dörfer, Teaca (heute Kreis Bistrița-Năsăud) mit 23 Dörfer und Toplița (heute Kreis Harghita) mit 10 Dörfer.

## Angaben der Volkszählung von 1930

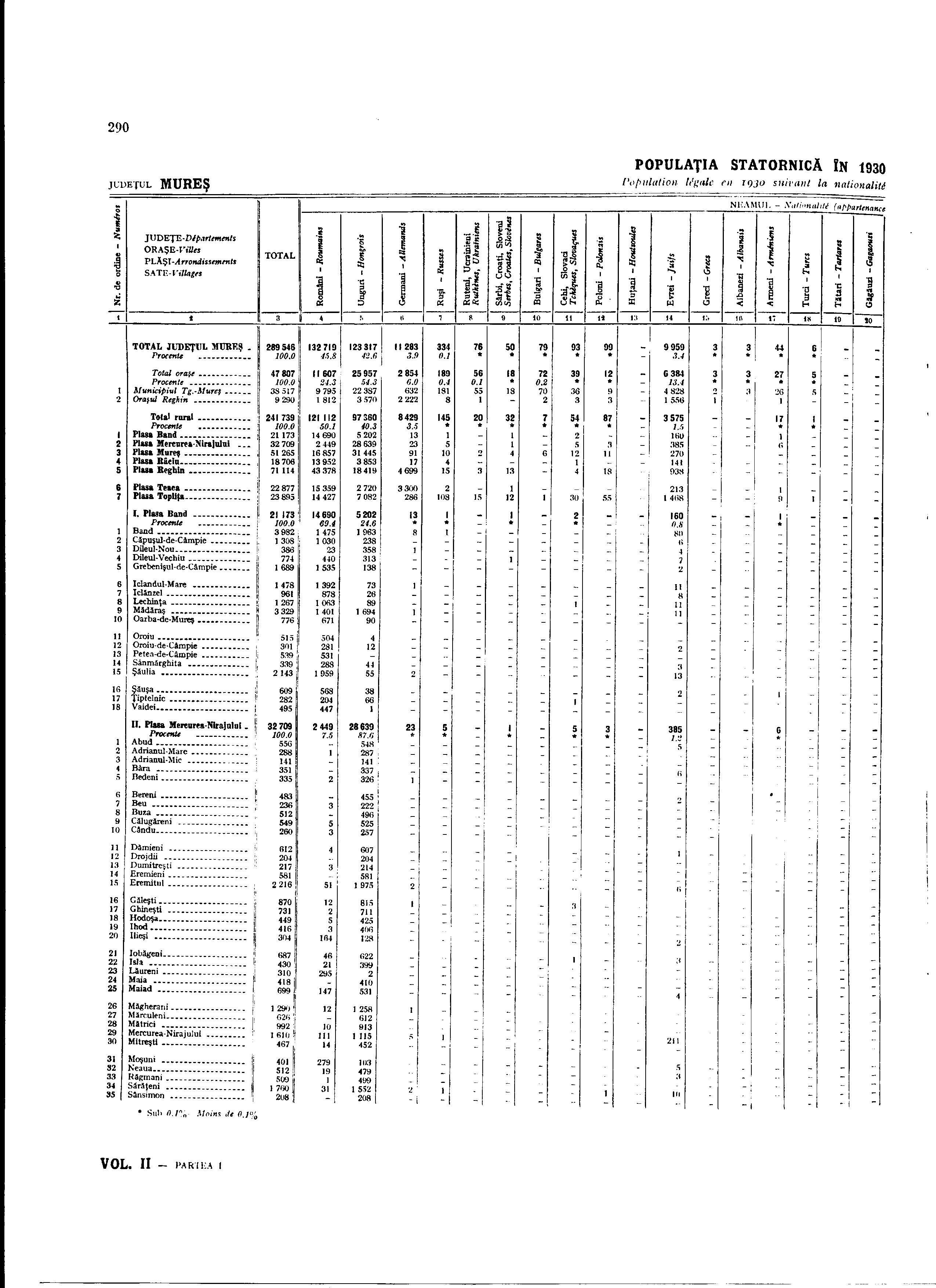
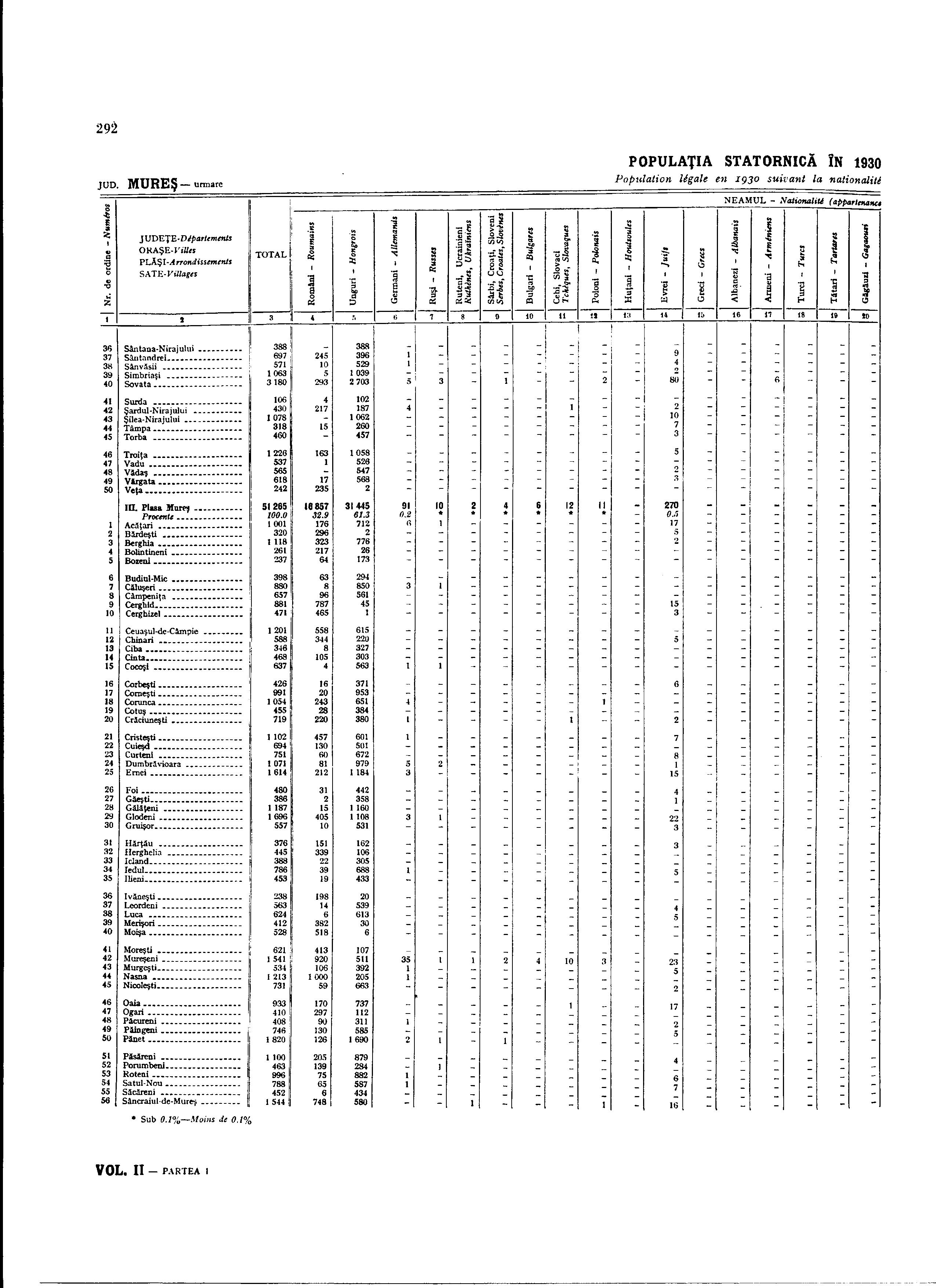
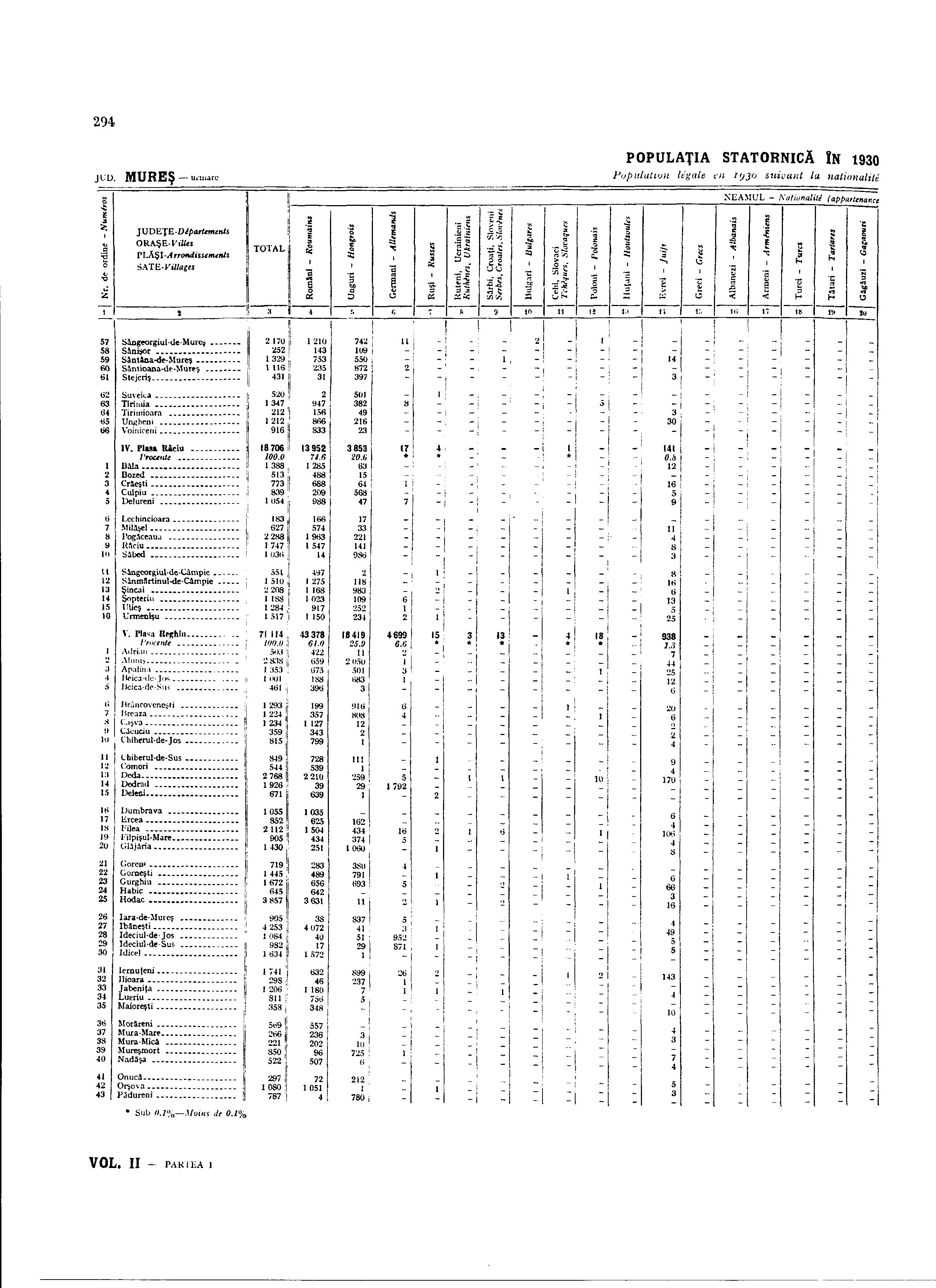
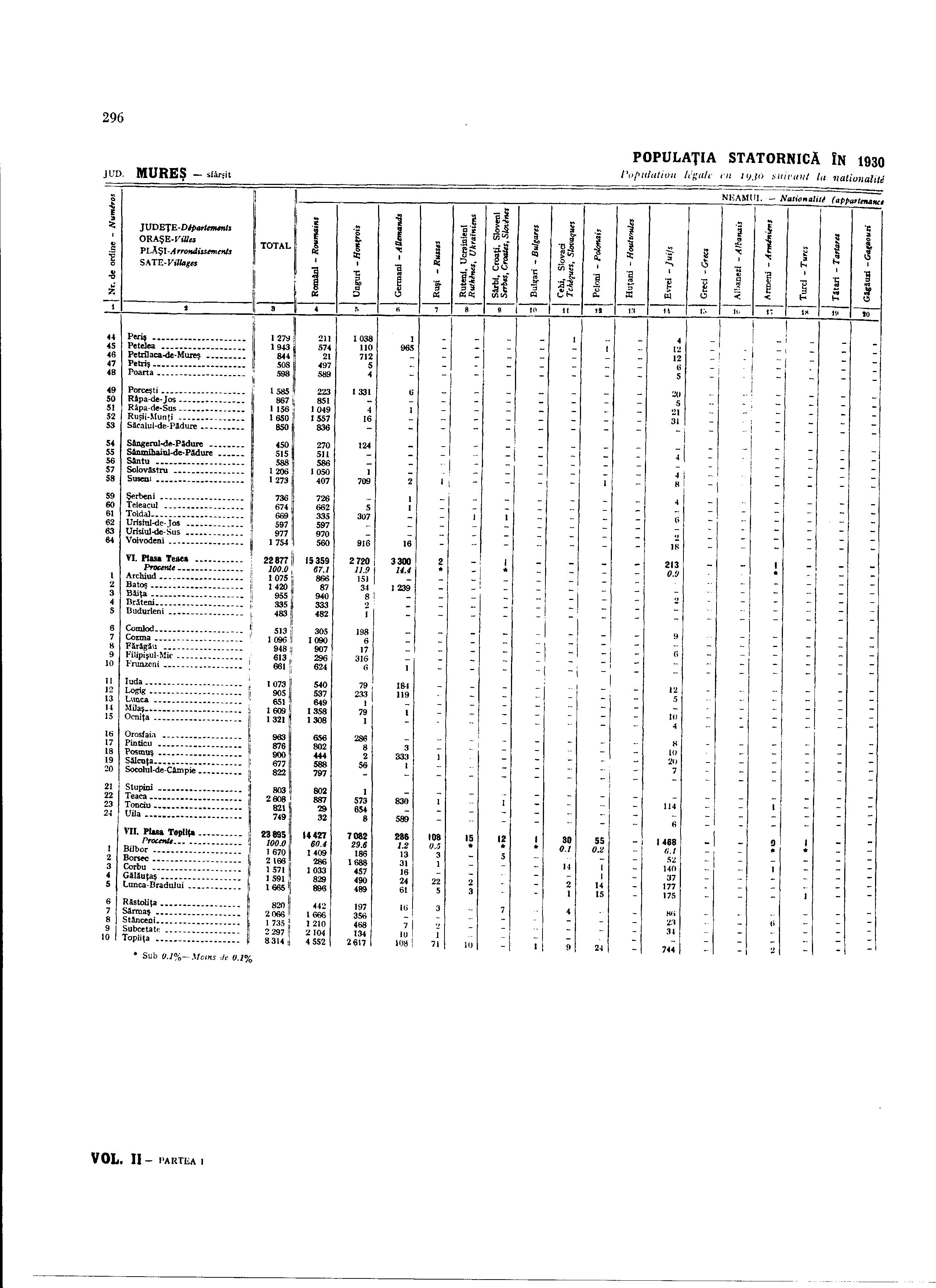